# بخش ریچموند (شهرستان هورون، اوهایو)
بخش ریچموند (به انگلیسی: Richmond Township) یک منطقهٔ مسکونی در ایالات متحده آمریکا است که در شهرستان هیورن، اوهایو واقع شده‌است.
 بخش ریچموند ۶۶٫۴ کیلومتر مربع مساحت و ۱٬۱۰۲ نفر جمعیت دارد و ۲۸۳ متر بالاتر از سطح دریا واقع شده‌است.